# HVO Brigade Jure Francetić

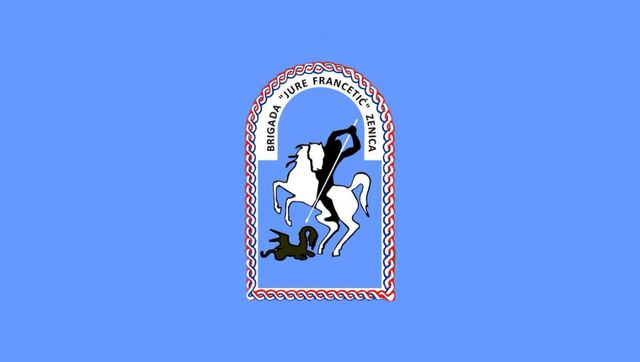
Ärmelabzeichen der Brigade

Die Brigade des Kroatischen Verteidigungsrates (HVO) Jure Francetić war eine Brigade in Bosnien und Herzegowina während des Bosnienkriegs 1992–1995. Der Hauptsitz der Brigade war in Podbrežje, einem Ortsteil der Großgemeinde Zenica. Die Brigade wurde am 15. Dezember 1992 gegründet, und war unter der Zuständigkeit des ZP Vitez. Die Brigade trug den Namen von Jure Francetić, eines kroatischen Offiziers und Kommandant der Schwarzen Legion des Unabhängigen Staates Kroatien.

## Entführung und Konflikt
Die Lage in Bosnien und Herzegowina war angespannt und Mitglieder waren sich sicher, ein Konflikt bricht bald aus. Am 15. April 1993 wurde dann der Kommandant, Živko Totić, von Mitgliedern der 7 Muslimischen Brigade (7. Muslimanska Brigada) vom 3. Korps – ARBIH entführt und an einen unbekannten Ort, abgelegen von der Stadt, untergebracht. Später wurde er für eine Gruppe Mudschahedins freigelassen. Alle 4 seiner Leibwächter und 1 Zivilist Islamischer Religion kamen bei dieser Entführung ums Leben.
Željko Ljubanić sprang als stv. Kommandant ein und führte die Brigade bis zum Rückzug aus der Stadt an. Am 18. April 1993 eskalierte der Kroatisch-bosniakische Konflikt in Zenica, und ein Angriff fand auf die Dörfer Čajdraš und Podbrežje früh am Morgen um 5:30 Uhr statt. Insgesamt wurden über 500 in Lager, wie die Musikschule oder das KPD, gesteckt und bei der Schlacht um Zenica kamen 137 Mitglieder des Kroatischen Verteidigungsrates um, und über 200 wurden verwundet. 20.000 Kroaten wurden aus der Stadt vertrieben.

## Danach

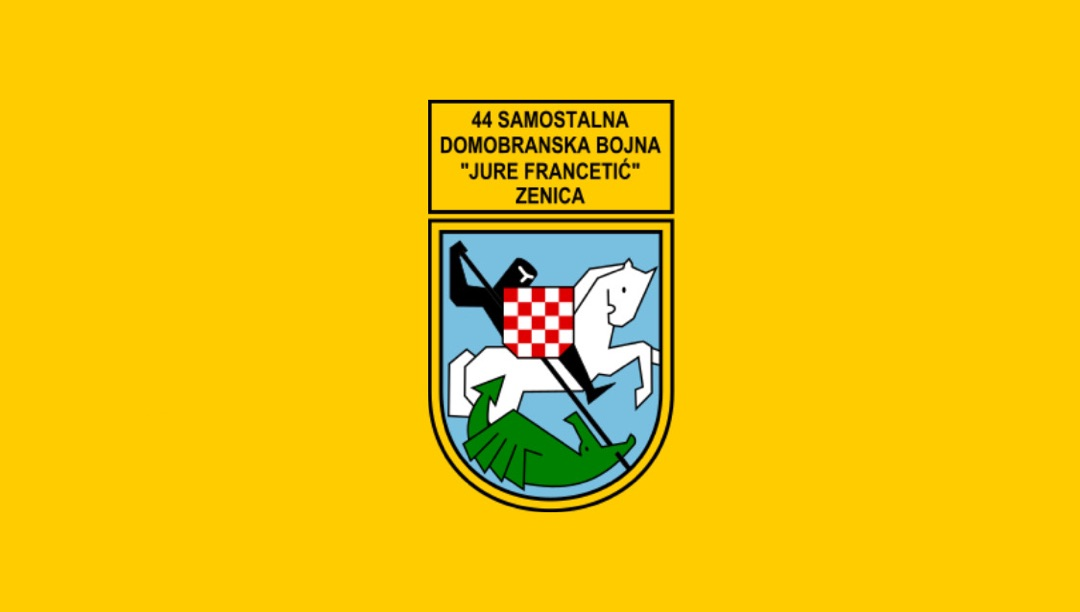
Ärmelabzeichen des Bataillons

Nach der Niederlage in Zenica gingen zahlreiche Mitglieder der Brigade nach Vitez, um im Lašva-Tal zu kämpfen. Ein Bataillon mit dem Namen 44. samostalna domobranska bojna „Jure Francetić“ wurde gegründet. Mitglieder kämpften nach der Niederlage in Zenica z. B. In der ersten Phase der Schlacht auf der Pješčara, bevor viele in andere Brigaden, wie die Brigade Nikola Šubić Zrinski, Viteška Brigada und Brigade Stjepan Tomašević, gingen. 

## Gedenkstätte und Galerie
Das zentrale Denkmal für gefallene Mitglieder der Brigade „Jure Francetić“ befindet sich im Ortsteil Crkvice, Zenica.

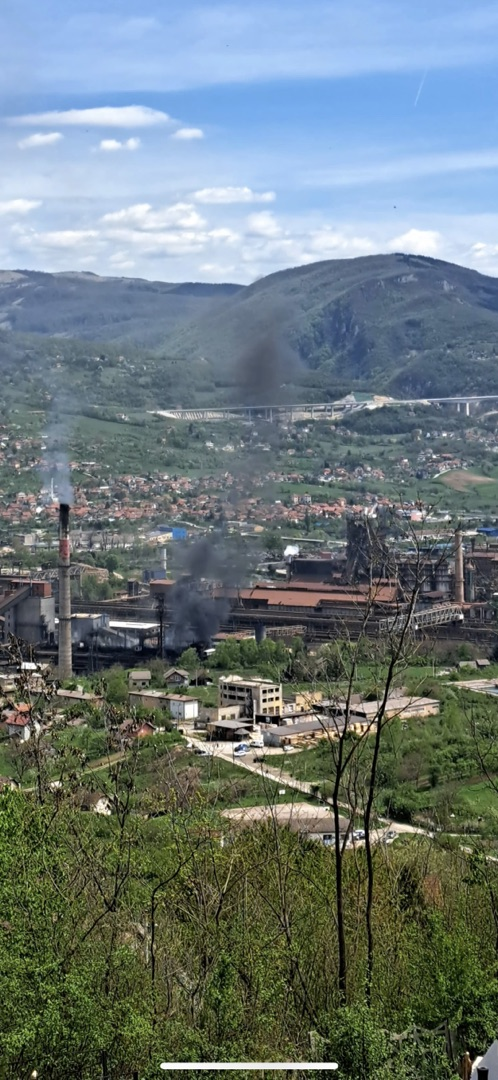
Abgebranntes Hauptquartier (Gelb-Beige) der Brigade